# Ajay Kakkar
Ajay Kumar Kakkar (né le 28 avril 1964) est professeur de chirurgie à l'University College de Londres.

## Biographie
Il fait ses études à la Alleyn's School, au King's College de Londres (BSc Basic Medical Science with Pharmacology, 1985; MBBS, 1988) et à l'Imperial College London (PhD, 1998). Fils du professeur Vijay Kakkar, pionnier dans l'utilisation de l'héparine  il suit ses traces en tant que chirurgien et chercheur médical. Il s'intéresse à la prévention et au traitement de la maladie thromboembolique veineuse et de la thrombose associée au cancer et, en particulier, le rôle de la thérapie antithrombotique dans la prolongation de la survie dans le cancer et le rôle des sérine protéases de coagulation dans la biologie des tumeurs.
Kakkar est président de UCLPartners, le partenariat académique pour les sciences de la santé, directeur de l'Institut de recherche sur la thrombose, donne des conférences et publie largement sur sa spécialité. Il travaille avec le NHS sur sa stratégie de prévention de la thromboembolie veineuse (TEV).
Parmi les récompenses reçues par Kakkar, on peut citer Hunterian Professor, Collège royal de chirurgie 1996, le prix David Patey, Surgical Research Society of Great Britain and Ireland 1996, le Knoll William Harvey Prize, International Society on Thrombosis and Haemostasis 1997 et James IV Association of Surgeons Fellow 2006. Il est commissaire de l'Hôpital royal de Chelsea, président du conseil des gouverneurs de la Alleyn's School, Dulwich et administrateur du domaine Dulwich.
Kakkar est créé pair à vie le 22 mars 2010 en tant que baron Kakkar, de Loxbeare dans le comté de Devon, et présenté à la Chambre des lords le même jour . Il siège comme crossbencher.
Il est président de la Commission des nominations de la Chambre des lords de 2013 à 2018 ,,.
Kakkar est connu pour son travail de promotion des affaires britanniques en tant qu'ambassadeur du Royaume-Uni. Il a effectué 11 voyages en 2014 pour promouvoir les relations d'affaires .
Il est membre de l'Athenaeum Club.
Le 23 avril 2024, il est admis au sein de l'Ordre de la Jarretière, la plus haute distinction honorifique britannique.

## Décorations

### Décorations britanniques
- Chevalier de l'ordre de la Jarretière (23 avril 2024)
- Ordre de l'Empire britannique